# Henk Vreekamp
Hendrik (Henk) Vreekamp (Hoevelaken, 14 december 1943 – Epe, 29 februari 2016) was een Nederlandse theoloog en predikant binnen de Nederlandse Hervormde Kerk (opgegaan in de PKN).

## Opleiding en werkzaamheden
Vreekamp studeerde van 1963 tot 1970 theologie aan de Rijksuniversiteit Utrecht, waar hij onder meer les kreeg van de bekende hoogleraar Arnold van Ruler. In 1966 trouwde hij met Marjo van den Berg. Na zijn studie stond hij van 1971 tot 1976 als predikant in Oosterwolde en van 1976 tot 1984 in Epe. Daarna was hij van 1984 tot 2002 predikant bij de Raad voor de verhouding van Kerk en Israël.
Tussentijds - in 1982 - promoveerde hij op De vreze des Heren, een proefschrift over de systematische theologie. Daarna verschenen nog meer godsdienstig getinte boeken van zijn hand, vaak met betrekking tot het jodendom en Israël, waarmee hij als Israël-predikant veel te maken had.
Vreekamp overleed op 29 februari 2016 als gevolg van een ongeluk in zijn woonplaats Epe.
 De avond voor zijn overlijden preekte hij in de Amersfoortse Adventkerk over de verheerlijking op de berg (naar Lucas 9). Deze preek werd op verzoek in maart 2016 uitgebracht als brochure onder de titel De glans van de hemel.

## Veluwetrilogie
In 2003 schreef Vreekamp zijn bekendste werk, Zwijgen bij volle maan: Veluwse verkenning van Edda, Evangelie en Tora. In dit veelbesproken boek beschrijft hij zijn zoektocht naar zijn Veluwse-heidense wortels waarbij hij de Germaanse godenwereld en het Germaanse godenboek de Edda betrekt. Het Germaanse heidendom zet hij tegenover het christelijke evangelie en de joodse Thora, die beide van buiten de Germaanse wereld komen. Volgens Vreekamp is het christendom bij de toenmalige kerstening van Noordwest-Europa aangepast aan de Germaans-heidense geloofsbeleving en heeft men van Jezus destijds een Bijbelse Odin gemaakt, een heldhaftige figuur in plaats van de gestalte van de lijdende dienstknecht zoals Jezus in de Bijbel staat weergegeven. Met zijn boek wil hij de christelijke lezer aanzetten tot een diepgaand zelfonderzoek naar de eigen heidense wortels. Ook was hij een voorstander van een dialoog met diegenen die het zoeken in nieuwe vormen van het oude heidendom in plaats van hen alleen maar te bestrijden.
Volgens Fred van Lieburg, als hoogleraar geschiedenis van het Nederlands protestantisme verbonden aan de Vrije Universiteit Amsterdam, gaat Vreekamp te ver. De Edda zou in het oude Germanendom niet zo'n prominente plaats hebben ingenomen als Vreekamp in zijn boek doet voorkomen en het Germaanse heidendom zou niet eenduidig zijn maar een bonte verzameling van religieuze opvattingen omvatten. Ook zouden de nieuwe religieuze en spirituele uitingen die zich tegenwoordig in noordwestelijk Europa doen gelden niet zomaar als een nieuw soort heidendom (neopaganisme) tot de tijd van de Germanen zijn te herleiden.
In juli 2010 publiceerde Vreekamp De tovenaar en de dominee, een vervolg op Zwijgen bij volle maan.
In oktober 2013 verscheen Als Freyja zich laat zien, De code van het christendom. Hiermee was de Veluwetrilogie voltooid.

## Werken
- De vreze des Heren: een oorsprongswoord in de systematische theologie (proefschrift), 1982, 225 p., Administratief Centrum - Epe
- Eerbied: de vreze des Heeren als bron van leven, 1984, 150 p., Kok - Kampen, ISBN 90-242-2963-4
- Israel en de Kerk, Verkenning en bezinning rond een hervormde studie uit 1959, 1987, 43 p., Kok - Kampen, ISSN 0165-5167
- Zonder Israël niet volgroeid: visie op de verhouding tussen kerk en Joodse volk van hervormde zijde, 1988, 113 p., tweede, herziene en bijgewerkte druk 1992, 125 p., Kok - Kampen, ISBN 90-242-4848-5
- Met diep ontzag: over de vreze des Heeren als bron van wijsheid, 1989, 67 p., De Groot Goudriaan - Kampen, ISBN 90-6140-191-7
- Een onbedachte verhouding: de plaats van Israël in een kerkelijke dogmatiek, 1991, 86 p., Kok - Kampen, ISBN 90-242-6526-6
- Gedachten over gedenken: liturgie met een hart voor Israël als bron van inspiratie voor de dogmatiek, 1991, 148 p., Ten Have - Baarn, ISBN 90-259-4469-8
- Joden en christenen: een relatie in opbouw, 1992, 72 p., Boekencentrum - Zoetermeer, ISBN 90-239-9512-0
- Veluwe-trilogie:
  - Zwijgen bij volle maan: Veluwse verkenning van Edda, Evangelie en Tora, 2003 (4e bewerkte druk 2009), 345 p., Boekencentrum - Zoetermeer, ISBN 90-239-1346-9
  - De tovenaar en de dominee: Over de verschijning van God, 2010, 318 p., Boekencentrum - Zoetermeer, ISBN 978-90-239-2443-2
  - Als Freyja zich laat zien, De code van het christendom, 2013, 320 p., Boekencentrum - Zoetermeer, ISBN 978-90-239-2689-4
- Het jaar van Vivaldi, 2016, 224 p., Kok - Kampen, ISBN 978-90-435-2587-9